# كودجولا
كودجولا (بالإيطالية: Coggiola)‏ هي بلدية في مقاطعة بييلا في إقليم بييمونتي في إيطاليا.

## السكان
في سنة 1861 بلغ عدد السكان 2٬307 نسمة، وتطور العدد ليصل في سنة 2011 لـ 1٬996 نسمة.
يظهر هذا المخطط البياني تطور النمو السكاني لـ كودجولا